# Phát xạ positron
Phát xạ positron hoặc phân rã beta cộng với phân rã (phân rã β+) là một phân nhóm của phân rã phóng xạ gọi là phân rã beta, trong đó một proton bên trong hạt nhân phóng xạ được chuyển đổi thành neutron trong khi giải phóng positron và neutrino electron  (νe).   Phát xạ positron được trung gian bởi lực yếu. Positron là một loại hạt beta (β+)   hạt beta khác là electron (β−)  phát ra từ sự phân rã β−của hạt nhân.
Một ví dụ về phát xạ positron (+ phân rã) được hiển thị với phân rã magnesi-23 thành natri-23:
23
12Mg
 → 23
11Na
 + e+
 + ν
e
Do sự phát xạ positron làm giảm số lượng proton so với số lượng neutron, sự phân rã positron thường xảy ra ở các hạt nhân phóng xạ "giàu proton" lớn. Sự phân rã Positron dẫn đến sự biến đổi hạt nhân, thay đổi một nguyên tử của một nguyên tố hóa học thành nguyên tử của một nguyên tố có số nguyên tử nhỏ hơn một đơn vị.
Không nên nhầm lẫn phát xạ positron với phát xạ điện tử hoặc phân rã beta trừ (phân rã), xảy ra khi neutron biến thành proton và hạt nhân phát ra electron và antineutrino.
Sự phát xạ Positron khác với sự phân rã của proton, sự phân rã giả thuyết của các proton, không nhất thiết là sự liên kết với neutron, không nhất thiết phải thông qua sự phát xạ của positron và không phải là một phần của vật lý hạt nhân, mà là vật lý hạt.

## Khám phá phát xạ positron
Năm 1934 Frédéric và Irène Joliod-Curie đã bắn phá nhôm bằng hạt alpha để thực hiện phản ứng hạt nhân 4
2He
 + 27
13Al
 → 30
15P
 + 1
0n
, và quan sát thấy rằng đồng vị của sản phẩm 30
15P
 phát ra một positron giống hệt với các positron được tìm thấy trong các tia vũ trụ bởi Carl David Anderson năm 1932. Đây là ví dụ đầu tiên của β+
 phân rã (phát xạ positron). Vợ chồng Curies gọi là hiện tượng "phóng xạ nhân tạo", do 30
15P
 là một loại hạt nhân tồn tại trong thời gian ngắn không tồn tại trong tự nhiên. Việc phát hiện ra phóng xạ nhân tạo sẽ được trích dẫn khi nhóm vợ chồng giành giải thưởng Nobel.

## Đồng vị phát xạ positron
Các đồng vị trải qua quá trình phân rã này và do đó phát ra positron bao gồm carbon-11, kali-40, nitơ-13, oxy-15, nhôm-26, natri-22, flo-18 và iod-124. Ví dụ, phương trình sau mô tả sự phân rã beta cộng với carbon-11 thành boron - 11, phát ra positron và neutrino:
| 11 6C | → | 11 5B | + | e+ | + | ν e | + | 0.96 MeV |

## Bảo toàn năng lượng
Một positron được đẩy ra từ hạt nhân mẹ và nguyên tử con gái (Z − 1) phải phóng ra một electron quỹ đạo để cân bằng điện tích. Kết quả tổng thể là khối lượng của hai electron được đẩy ra khỏi nguyên tử (một cho positron và một cho electron) cộng với tia phát xạ β  +  có năng lượng khi và chỉ khi khối lượng của nguyên tử mẹ nặng hơn nguyên tử con ít nhất hai khối lượng electron (1,02 MeV).
Các đồng vị tăng khối lượng dưới sự chuyển đổi của một proton thành neutron hoặc giảm khối lượng dưới 2m   e , không thể tự phân rã bằng phát xạ positron.

## Cơ chế phát xạ
Bên trong các proton và neutron, có hạt cơ bản được gọi là quark s. Hai loại quark phổ biến nhất là các quark lên, có điện tích +2/3, và các quark xuống, với một điện tích −1/3. Các quark tự sắp xếp thành ba bộ sao cho chúng tạo ra các proton và các neutron. Trong một proton, có điện tích là+1, có hai quark lên và một quark xuống (2/3 + 2/3 − 1/3 = 1). Các neutron, không có điện tích, có một quark lên và hai quark xuống(2/3 − 1/3 − 1/3 = 0). Thông qua tương tác yếu, các quark có thể thay đổi hương vị từ xuống thành lên, dẫn đến phát xạ electron. Phát xạ positron xảy ra khi một quark lên thay đổi thành quark xuống. (2/3 − 1 = −1/3).
Các hạt nhân phân rã bằng phát xạ positron cũng có thể phân rã bởi bắt electron. Đối với các phân rã năng lượng thấp, việc bắt electron được ưu tiên về mặt năng lượng bởi2mec2 = 1.022 MeV, vì trạng thái cuối cùng có một electron bị loại bỏ chứ không phải là positron được thêm vào. Khi năng lượng của sự phân rã tăng lên, tỷ lệ phân nhánh đối với sự phát xạ positron cũng vậy. Tuy nhiên, nếu chênh lệch năng lượng nhỏ hơn2mec2,sau đó phát xạ positron không thể xảy ra và bắt electron là chế độ phân rã duy nhất. Một số đồng vị bắt electron khác (ví dụ:7
Be
) ổn định trong tia vũ trụ thiên hà, vì các electron bị tước đi và năng lượng phân rã quá nhỏ để phát xạ positron.

## Ứng dụng
Các đồng vị này được sử dụng trong chụp cắt lớp phát xạ positron, một kỹ thuật được sử dụng cho hình ảnh y tế. Lưu ý rằng năng lượng phát ra phụ thuộc vào đồng vị đang phân rã; con số 0,96 & nbsp; MeV chỉ áp dụng cho sự phân rã của carbon-11.
Các đồng vị positron tồn tại trong thời gian ngắn 11C, 13N, 15O and 18F được sử dụng cho chụp cắt lớp phát xạ positron thường được tạo ra bởi sự chiếu xạ proton của các mục tiêu tự nhiên hoặc được làm giàu.